# Смотрим на чужие страдания
«Смотрим на чужие страдания» (англ. Regarding the Pain of Others) — книга американской писательницы Сьюзен Зонтаг, выпущенная в 2003 году. Последняя из работ, опубликованных при жизни писательницы.
Книга является продолжением одной из ключевых работ Зонтаг — сборника эссе «О фотографии». Зонтаг вновь обращается к феномену фотографии, изменив угол рассмотрения данного феномена — в книге «Смотрим на боль других» фотография исследуется как способ визуальной репрезентации военных действий и насилия в современном обществе. Зонтаг пытается понять, какое воздействие оказывает на людей изображения чужих страданий, растиражированные в прессе.
Книга была нормирована на Премию Национального круга книжных критиков.
«Смотрим на чужие страдания» опубликована на русском языке издательством «Ад Маргинем» в переводе Виктора Голышева в 2013 году.

## Содержание
В книге представлен обзор истории изображения войны: описаны изменение способов получения снимков, связанных с эволюцией фототехники, а также стилистических и композиционных приемов — от наиболее ранних фотографий, сделанных во время Гражданской войны в США, до репрезентации современных войн конца XX века. Другая тема, проходящая сквозь всю работу, — политизированный характер военной фотографии и её влияние на формирование идеологических установок.

### Первые военные фотографии: об инсценировке и роли пропаганды
История военной фотографии берёт начало со снимков Роджера Фентона, сделанных в разгар Крымской войны по заказу правительства с целью популяризации кампании. Снимки не демонстрировали военные действия как таковые, а представляли собой постановочные кадры военного лагеря.
Инсценированными были и более поздние работы, среди них и свидетельства Второй мировой войны — таковыми являются «Знамя Победы над Рейхстагом» Евгения Халдея и «Воодружение флага над Иводзимой» Джо Розенталя. Лишь во второй половине XX века с появлением независимых фотожурналистов число постановочных кадров несколько сократилось. Одновременно с этим возникла цензура в военной фотографии. Автор упоминает феномен самоцензуры фотографов, в рамках которой устанавливались определённые правила фотографирования двух сторон, участвующих в конфликте. Зонтаг ставит вопрос о возможности доверия к подобным свидетельствам и вновь обращается к функциям фотографии, описанным в сборнике эссе «О фотографии». Автор напоминает, что фотография — всегда интерпретация. Являющаяся способом фиксации опыта и потому воспринимаемая обществом как подтверждение событий, она в реальности лишь репрезентирует субъективный взгляд, одну из версий события. Кроме того, военные снимки, лишенные какого бы то ни было контекста, могут быть истолкованы двояко — достаточно поменять подписи, например, на фотографии пострадавших во время атаки.

### Образы насилия в современной культуре
В современном медийном пространстве фотоснимки войн и свидетельств жестокости помещаются на первые страницы новостных изданий — подобные изображения неизменно привлекают внимание: «фотография нацелена на поиски всё более драматических образов, и это стало нормой в культуре, где шок — ведущий стимул потребления и источник ценности». Зонтаг упоминает иное свойство военной фотографии, провоцирующее повышенный интерес к сценам насилия — фотография, призванная показать далёкие, недоступные взгляду рядового гражданина события и стать их «живым подтверждением», на самом деле лишь отдаляет смотрящего на картинку от изображаемого и создаёт ощущение безопасности, выступая в качестве своеобразного барьера между миром и хаосом.
В заключение Зонтаг призывает обратиться к проблеме ответственности и власти: «Эти изображения предлагают обратить внимание, задуматься, выяснить, чем оправдывают необходимость массовых страданий те, у кого сила? Кто устроил это? Кто за это в ответе?»